# 23e division SS Kama
Pour les articles homonymes, voir 23e division.
La 23e division SS « Kama » (2e croate) (Waffen-Gebirgs-Division der SS Kama (kroatische Nr. 2) en allemand) est une division de la Waffen-SS. Elle fait partie des trois divisions musulmanes de la Waffen-SS avec la 13e division SS de montagne Handschar et la 21e division SS de montagne Skanderberg. Tout comme ces deux divisions, la division Kama est formée de volontaires.

## Contexte
Après l'invasion de la Yougoslavie par les forces de l'Axe le 6 avril 1941, le leader croate nationaliste et fasciste, Ante Pavelić, alors en exil dans l'Italie, est nommé chef de l'État croate dirigé par les Oustachis (État indépendant de Croatie). Il regroupe le territoire de l'actuelle Croatie, de la Bosnie-Herzégovine et des régions de l'actuelle Serbie, sous la forme d'un quasi protectorat de l'Allemagne et de l'Italie. Les autorités croates, dirigées par la milice oustachi, lancent rapidement une campagne de tueries de masse, d'expulsion et de conversions forcées au catholicisme à destination des Serbes orthodoxes vivant dans ce nouvel État.
En dépit des garanties données par Pavelic d'une égalité entre les catholiques et les musulmans, ces derniers sont rapidement déçus par le régime. Un des leaders de la communauté musulmane note qu'aucun musulman n'occupe de poste influent dans l'administration. Au début de 1942, des combats intenses opposent les Oustachis, les Tchetniks et les Partisans. Des unités de la milice oustachi en viennent à être convaincus que les Musulmans sont des sympathisants communistes et commencent à brûler leurs villages ainsi qu'à tuer de nombreux civils. Les Tchetniks accusent pour leur part les Musulmans de prendre part aux violences oustachis contre les Serbes et mènent des exactions similaires à celles des hommes du régime de Pavelic. Les Musulmans ne peuvent bénéficier de la protection de la garde nationale croate, l'armée régulière de l'État oustachi, dont les Allemands estiment que la valeur combattante est très limitée. Des milices locales sont recrutées sans avoir de valeur militaire supérieure à l'exception de la Légion de Muhamed Hadžiefendić, issue de la région de Tuzla, qui acquiert une certaine importance,.
Les Bosniaques cherchent alors une protection et une indépendance à l'encontre de l'État croate. Ils voient dans le soutien allemand un moyen d'y parvenir. D'importants dirigeants musulmans bosniaques ont alors une vision positive de l'Allemagne et les Bosniaques sont nostalgiques de l'époque de la domination austro-hongroise. Pavelic s'oppose fermement à toute séparation de la Bosnie qui mettrait en cause l'intégrité territoriale de l'État croate. En novembre 1942, les autonomistes musulmans désespèrent de pouvoir protéger leur peuple et écrivent à Adolf Hitler, leur demandant d'être incorporés au Reich. Si cette idée ne reçoit pas l'approbation d'Hitler, probablement pour ne pas s'attirer l'hostilité de Pavelic, le Reichsführer SS Heinrich Himmler voit l'opportunité d'en faire une zone de recrutement pour la Waffen SS. Au début de 1943, Hitler autorise la mise en place de la première division SS composée de non Germaniques, la 13e division de montagne de la Waffen SS Handschar, formée majoritairement de Musulmans,.

## Histoire
Les Allemands désirent recruter une deuxième division SS composée de Musulmans de Bosnie. Le but d'Himmler est alors d'étendre le recrutement d'unités SS dans les Balkans. Il souhaite former deux corps composés chacun de deux divisions, avec un corps opérant au sein de l'État croate et l'autre en Albanie. Ces corps, auxquels s'ajoute la 7e SS-Freiwilligen-Gebirgs-Division Prinz Eugen, pourraient constituer une armée de montagne SS de cinq divisions. Le 28 mai 1944, Hitler donne son approbation pour la création d'une 23e division SS, sa formation commençant le 10 juin avec pour objectif d'être complète à la fin de l'année 1944. Himmler suit l'avis du commandant de la 13e division SS Handschar, Karl-Gustav Sauberzweig, et accepte de recruter une division dans la région de Bačka, annexée par la Hongrie. Sauberzweig estime en effet que si la division est recrutée en Croatie, les Oustachis pourraient saper le moral des recrues. La nouvelle division est nommée d'après la Kama, une petite dague utilisée par les bergers des Balkans.
Des ordres sont donnés à la 13e division SS de fournir un cadre pour la nouvelle division. De ce fait, le SS Standartenführer (colonel) Helmuth Raithel (en), est nommé à la tête de la 23e division. La formation de la division est retardée par l'opération Vollmond dans laquelle la 13e division est très engagée. Le 21 juin, Himmler promeut Sauberzweig au rang de SS Gruppenführer (général de division) et le nomme à la tête du corps bosniaque, qui devient le IXe corps de montagne de la SS. Il s'entraîne à Bácsalmás, au sud de la Hongrie, où la 18e SS Freiwilligen Panzergrenadier Division Horst Wessel est aussi déployée.
Le 23 juin, la division compte cinquante-quatre officiers, 187 sous-officiers et 1 137 hommes du rang issus de la 13e division de la SS. Ces effectifs sont stationnés à Bošnjaci, avant d'être envoyés à Bácska le 15 juillet. La division est positionnée le long du canal Franzen, avec des garnisons à Vrbas, Srbobran et à Kula. Pour atteindre les 10 000 hommes, la division doit recruter des volontaires, des conscrits musulmans nés en 1926 et 1927 et, si nécessaire, des éléments de milices musulmanes de l'État croate. Les conscrits sont soumis au service militaire par le gouvernement oustachi, avant d'être placés sous commandement allemand et d'être transférés dans des zones de recrutement de la Waffen SS à Zombor et Bošnjaci. Toutefois, à la mi-août, Gottlob Berger, l'officier chargé du recrutement, rapporte à Himmler, que les Musulmans fiables disponibles ne sont pas assez nombreux et qu'il faudrait accepter des catholiques croates dans la 23e division de la SS. Au cours de la visite de Pavelic à Hitler en septembre 1944, le général Đuro Grujić, le ministre de la défense croate, informe les Allemands qu'il pourrait être difficile de recruter 5 000 hommes supplémentaires pour compléter les 5 000 hommes déjà recrutés. Enfin, de nombreux Volksdeutsche (germanophones habitant en dehors de l'Allemagne) venant de l'État croate et quelques-uns venant de Hongrie sont recrutés par la division pour servir d'interprètes entre les musulmans bosniaques et l'encadrement allemand, afin de renforcer la cohésion de l'unité.
Le 10 septembre, la division atteint un total de 126 officiers, 374 sous-officiers et 3 293 hommes du rang, l'encadrement étant allemand et les soldats étant des musulmans bosniaques. Quoi qu'il en soit, les effectifs sont encore loin du total prévu de 19 000 hommes. Dans le même temps, le moral des hommes commence à fortement décroître alors qu'elle effectue les dernières phases de son entraînement en Hongrie. En effet, la situation militaire de l'Axe se dégrade nettement et des rumeurs apparaissent sur un départ des Allemands des Balkans, laissant alors les musulmans seuls. Du fait d'un fort taux de désertion au sein de la 13e division de la SS, Sauberzweig propose un plan de désarmement des Bosniaques des deux divisions. Quand il rencontre Himmler, ce dernier opte plutôt pour un transfert de 2 000 Bosniaques de 23e division de la SS vers la zone d'opérations de la 13e division de la SS en Bosnie, de manière à réorganiser les deux unités. Les unités combattantes de la 13e division sont placées sous contrôle direct du IXe Corps de montagne de la Waffen SS, qui est aussi déplacé en Bosnie. Le 24 septembre, le nouveau plan annule la formation de la 23e division de la SS et ordonne au SS Oberführer Gustav Lombard de former et diriger une nouvelle division d'infanterie de la SS composée d'encadrement allemand et d'équipement de la 23e division de la SS, complétée par des Allemands recrutés en Hongrie. Les Bosniaques de 23e division de la SS sont transportés en train vers la région de Gradište et Županja pour être réorganisés dans une nouvelle division Kama,.
L'état-major du quartier général du IXe Corps de montagne de la Waffen SS quitte la Hongrie et atteint, le 3 octobre 1944, le village d'Andrijaševci, près de Vinkovci. Il devient en partie opérationnel le 7 octobre. Les Bosniaques ne quittent pas immédiatement Bácska et, pour une courte période, ils sont laissés en garnison aux côtés de la nouvelle 31e SS-Freiwilligen-Grenadier-Division. Dans le même temps, l'Armée Rouge continue de progresser en Hongrie et, le 9 octobre 1944, un télégramme est envoyé par le commandant des forces SS en Hongrie à destination du IXe Corps de montagne en Bosnie, lui annonçant que « les unités prêtes au combat de la 31e division de la SS et les Bosniens de la division Kama ont été envoyées au combat en Bačka »,. Les éléments bosniaques sont déployés le long de la Tisza pendant une semaine. Cela retarde le retour des Bosniaques en Croatie.
Les Bosniaques finissent par être retirés de ligne de front en Hongrie et commencent à revenir en Bosnie pour rejoindre la 13e division SS. Toutefois, ils décident alors de se mutiner le 17 octobre 1944, ce qui entraîne la mort d'un officier Allemand. Raithel reprend rapidement le contrôle de son unité mais cette mutinerie met fin au projet de réorganisation d'une nouvelle 23e division. Un petit nombre de soldats bosniaques fiables sont utilisés pour relever la 13e division SS et la 23e division SS est formellement dissoute le 31 octobre 1944. En dépit de sa courte existence, cette unité est considérée comme l'une des trente-huit divisions de la Waffen SS. Après le démantèlement de la division, le numéro 23 est donné à la 23e Panzergrenadierdivision de volontaires SS Nederland, tandis que Raithel est envoyé commander le 11e régiment de chasseurs de montagne Reinhard Heydrich (en allemand : SS-Gebirgs-Jager-Regiment 11 „Reinhard Heydrich“) de la 6e division SS de Montagne Nord, qui combat les Américains dans le sud de l'Allemagne lors des derniers mois de la Seconde Guerre mondiale.

## Caractéristiques
- Création : juin 1944
- Recrutement : Volontaires croates et volkdeutsches encadrés par des Allemands
- Effectif maximal : 3 793 hommes
- Emblème : Kama désigne un grand poignard à simple poignée fusiforme

## Liste des commandants successifs
| Début             | Fin               | Grade               | Nom             |
| ----------------- | ----------------- | ------------------- | --------------- |
| 1er juillet 1944  | 28 septembre 1944 | SS-Standartenführer | Helmuth Raithel |
| 28 septembre 1944 | 1er octobre 1944  | SS-Oberführer       | Gustav Lombard  |

## Ordre de batailles
L'ordre de bataille final de la division est le suivant, :
- Waffen-Gebirgsjäger-Regiment der SS 55 (kroatische nr 3)
- Waffen-Gebirgsjäger Regiment der SS 56 (kroatische nr 4)
- Waffen-Gebirgs Artillerie Regiment der SS 23
- SS-Aufklärungs-Abteilung 23
- SS-Flak-Abteilung 23
- SS-Panzerjäger-Abteilung 23
- SS-Nachschub-Abteilung 23
- SS-Pionier-Bataillon 23
- SS-Nachrichten-Abteilung 23
- SS-Feldlazarett 23
- SS-Feldersatz-Bataillon 23
- SS-Sanitäts-Abteilung 23
- SS-Verwaltungs-Abteilung 23

## Terrain d’opérations
L'unité servira uniquement dans les Balkans à partir de juin 1944, fin octobre 1944, à l’approche de l'Armée rouge, l’unité est dissoute car étant apte uniquement à la guerre de maquis, mais non préparé et équipé pour faire face à l'avancée soviétique. Les volontaires musulmans rejoindront les Oustachis ou l’armée régulière croate, les cadres formeront l’ossature de la 31e division Böhmen-Mähren hongroise, le numéro de division sera réaffecté aux volontaires hollandais, la 23e Panzerdivision de volontaires SS Nederland.